# Tenzing Hillary Everest Marathon
Tenzing Hillary Everest Marathon – maraton górski odbywający się w Himalajach od 2003 roku. Bieg organizowany jest zawsze 29 maja, w dzień, w którym w 1953 roku Mount Everest zdobyli Tenzing Norgay i Edmund Hillary. Trasa maratonu zaczyna się w Base Campie na wysokości 5364 m n.p.m. a kończy w Namche Bazar na poziomie 3446 m n.p.m. Przebiega ona typową trasą trekkingową przy Evereście z dodatkową pętlą, tak aby długość biegu odpowiadała dystansowi maratonu.